# 鶴龍コンビ
鶴龍コンビ（かくりゅうこんび）とは、日本のプロレスラーであるジャンボ鶴田と天龍源一郎のタッグチームの呼称。鶴田の「鶴」と天龍の「龍」をとって命名され、1983年から1987年にかけて全日本プロレスで活躍した。
なお、鶴龍を「かくりゅう」と読むことについて鶴田は当初不満があったらしく、TVやプロレス雑誌のインタビューで「俺は鶴田（つるた）だから『つるりゅう』だ」と言っていたが、語呂の良さから「かくりゅう」が定着した。鶴龍砲（かくりゅうほう）またはTT砲（ティー・ティーほう）とも呼ばれていた。

## 来歴
ジャンボ鶴田はミュンヘンオリンピックのレスリング日本代表、天龍源一郎は大相撲の前頭筆頭という経歴を引っさげて、ともに鳴り物入りで全日本プロレスに入団した（キャリアでは鶴田が4年早く入団）。この二人が初めてコンビを組んだのは1977年6月12日、天龍の日本デビュー第2戦のことで、ハーリー・レイス&ホースト・ホフマンという強豪チームから勝利を収めている。しかし、この時点で鶴田はすでにUNヘビー級王座とインターナショナル・タッグ王座の二冠王であり（天龍のデビュー戦当日のメインイベントは鶴田がレイスに挑戦するNWA世界ヘビー級選手権であった）、この後しばらく天龍が伸び悩んだこともあって、両者がコンビを組む機会は久しくなかった。
1981年7月、再度の海外武者修行から帰国した天龍は、ジャイアント馬場&鶴田が保持していたインターナショナル・タッグ王座にビル・ロビンソンと組んで挑戦。以降「全日本プロレス第3の男」と言われるまでに急成長を遂げる。そして1983年2月、馬場の渡米によるシリーズ欠場を機に、再びタッグを組む機会が増えていく。全日本プロレスも日本テレビも鶴田・天龍のコンビを次期全日本エースチームとして売り出しはじめ、各プロレス紙誌も二人を「鶴龍コンビ」「鶴龍砲」と呼称するようになった。
同年7月、テリー・ファンク引退試合のために来日したテリー・ゴディの日本デビュー戦（ゴディのパートナーはスタン・ハンセン）にて、倉持隆夫アナウンサーも中継内で二人を鶴龍コンビと呼ぶようになる。試合は天龍がゴディのパワーボムから3カウントを奪われて敗退したが、ファンにも「全日本の今後のメインタッグは（馬場・鶴田の）師弟コンビよりも鶴龍コンビ」という印象を与えることに成功する。
年末の世界最強タッグ決定リーグ戦においてジャイアント馬場が、弟のテリーの引退でパートナーを失ったドリー・ファンク・ジュニアとタッグを結成、鶴田との師弟コンビを解消。それに伴い鶴龍コンビが新しい全日本代表チーム、全日本エースコンビとして最強タッグに出場することになった。当時最強を誇っていたハンセン&ブルーザー・ブロディのミラクルパワーコンビの壁は厚く、この年は準優勝に終わるが、プロレス大賞において最優秀タッグチーム賞を獲得。翌1984年のPWF世界タッグ王座決定リーグ戦でもハンセン&ブロディに優勝を譲るが、年末の最強タッグではミラクルパワーコンビの反則負けにより初優勝を飾った。同年9月には馬場の王座返上を受けて、王者チーム決定戦でブロディ&クラッシャー・ブラックウェルを破りインター・タッグの新王者にもなっている。
1985年に入るとジャパンプロレスの長州力&谷津嘉章がライバル・チームとして登場する。また、ブロディの新日本プロレス移籍によりハンセンはテッド・デビアスを新パートナーに起用。さらに、同年はロード・ウォリアーズも初来日しており、これらのチームとの抗争が1986年まで繰り広げられた。1986年には2度目の最強タッグ優勝を果たしている。なお、この年のリーグ戦は、公式戦全戦を終えて優勝者チームが決定せず優勝決定戦を行った唯一の大会でもある。
1987年、長州が全日本との契約を破棄して新日本に復帰。天龍はその穴を埋めるため阿修羅・原と組んで「龍原砲」を結成、鶴田や輪島大士らとの抗争に入る。鶴龍コンビは解散し、1990年の天龍の全日本離脱まで復活することはなかった。この後、鶴田は谷津嘉章と「五輪コンビ」を結成、谷津の退団後は田上明らとともに「鶴田軍」を率いた。
なお、鶴龍コンビとして本格的な活動を開始する以前、アメリカにおいても鶴田と天龍はタッグを組んで試合を行っている。古くは1979年2月10日、イリノイ州シカゴのインターナショナル・アンフィシアターにて、ロジャー・カービー&ガイ・ミッチェルと対戦し勝利を収めた。現地で実況を担当した倉持アナウンサーは、鶴田と天龍を「ハンサム・フレッシュ・コンビ」などと呼称していた。翌11日にはAWAの本拠地ミネソタ州ミネアポリスのミネアポリス・オーディトリアムにおいて、グレッグ・ガニア&ジム・ブランゼルのハイ・フライヤーズと対戦している。
1982年の海外遠征では、2月20日にフロリダ州セントピーターズバーグのベイフロント・センター・アリーナにて、ハンセン&ブロディのミラクルパワーコンビと初対戦するも敗退した。2月28日にはジョージア州アトランタのオムニ・コロシアムで行われた、ミッドアトランティック版NWA世界タッグ王座争奪のワンナイト・トーナメントに出場。1回戦でモンゴリアン・ストンパー&リック・ハリス、2回戦でレロイ・ブラウン&ロン・フラーを破り勝ち進んだが、準決勝となる3回戦でハンセン&オレイ・アンダーソンに敗れた（トーナメントは、決勝でジャック・ブリスコ&ジェリー・ブリスコを破ったハンセン組が優勝）。

## 獲得タイトル
- インターナショナル・タッグ王座（2回）[5]

## 連係攻撃
- サンドイッチ式延髄斬り
- ダブル延髄斬り
- ダブルカウンターパンチ